# Vaisseau générationnel

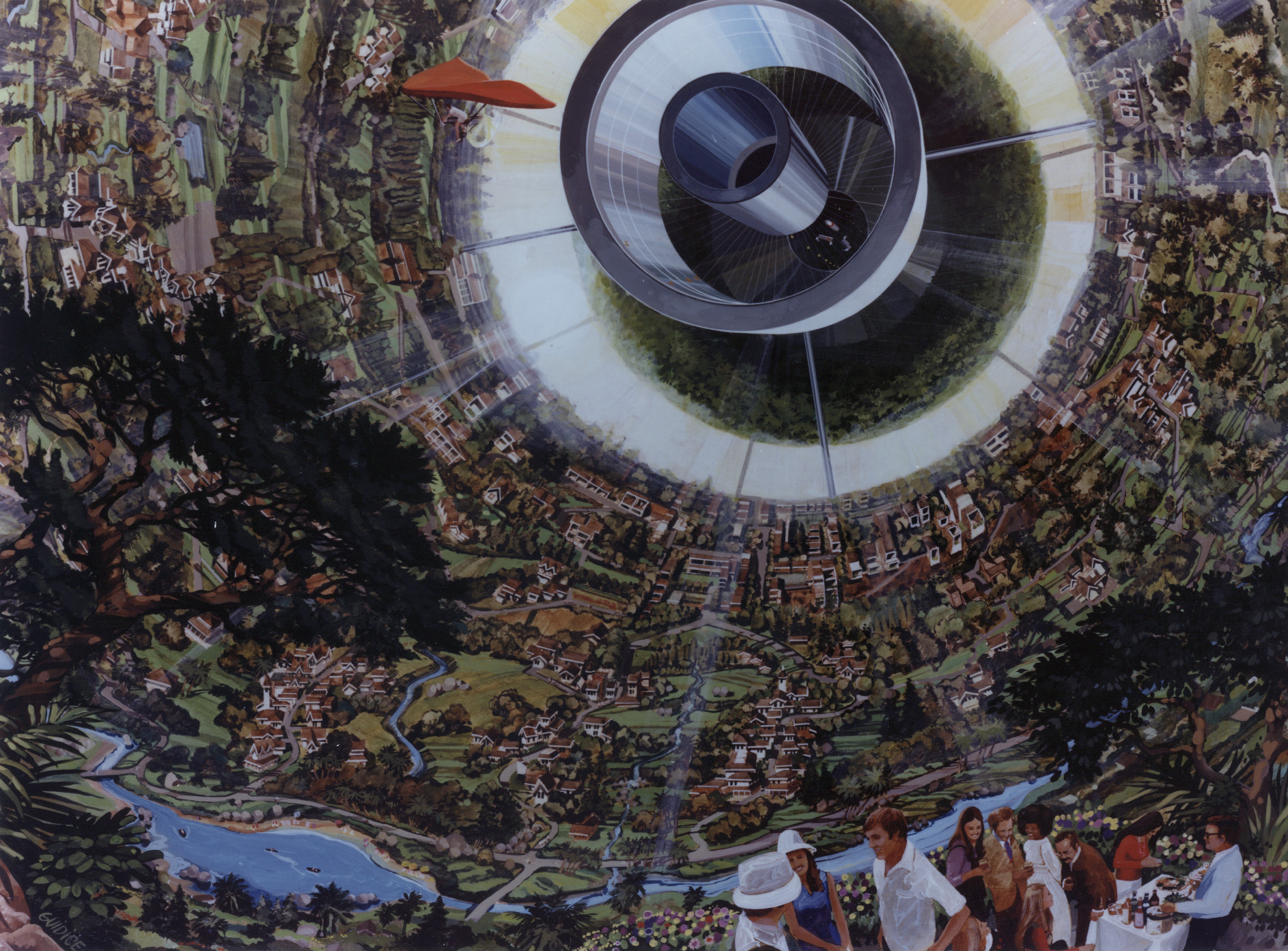
Vaisseau monde de type Sphère de Bernal.

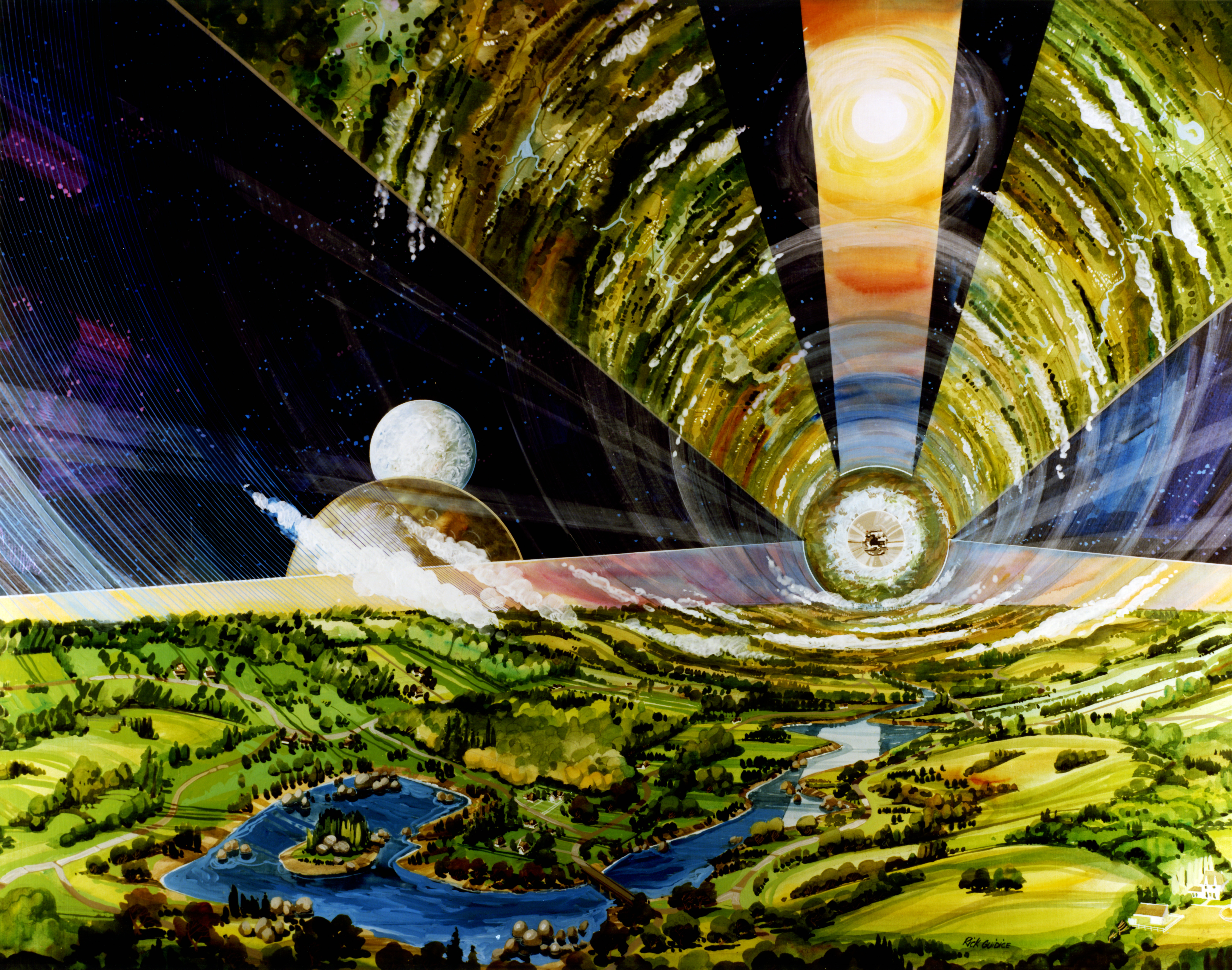
Vaisseau monde de type cylindre O'Neill.

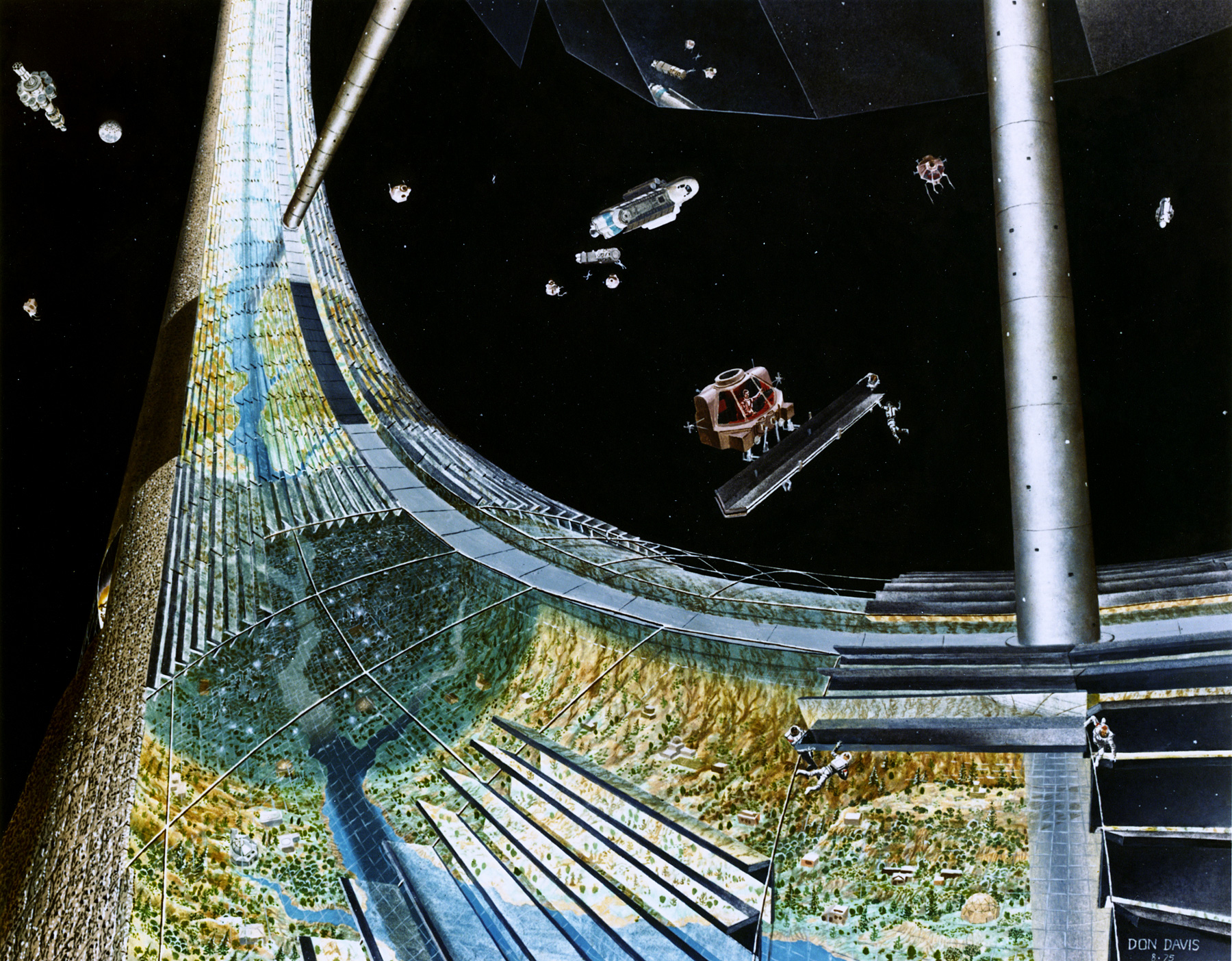
Vaisseau monde de type tore de Stanford.

Un vaisseau générationnel ou vaisseau colonie, vaisseau monde ou encore arche spatiale, est une catégorie de vaisseau spatial, relevant aujourd'hui de la spéculation et dont l'idée est issue de la littérature de la science-fiction.
Un tel vaisseau voyagerait sur les très longues distances qui séparent les étoiles à une vitesse nettement inférieure à celle de la lumière. Comme ce type de vaisseau prendrait des  centaines voire des milliers d'années à effectuer son voyage, plusieurs générations de voyageurs s'y succèdent avant que le navire parvienne à destination. Le vaisseau générationnel est donc un moyen de réaliser des voyages interstellaires, en l'absence de système de propulsion spatiale viable permettant de franchir rapidement (quelques dizaines d'années au maximum) les distances énormes qui séparent les étoiles (plus de 4 années-lumière pour l'étoile la plus proche). Pour être viable un vaisseau générationnel devrait être d'une taille suffisante pour que son équipage soit complètement autonome pendant une longue période.

## Historique
Le concept du vaisseau générationnel est apparu dès 1929, avec John Bernal, avant d'être brillamment exploité par Robert Heinlein : il s'agissait pour John Bernal d'une « Arche de l'espace », se déplaçant lentement (à l'échelle de l'univers), auto-suffisante, et constituant pour ses passagers le seul monde qu'ils connaissent.
Les colons vivraient à bord du vaisseau et leurs descendants atterriraient sur la planète de destination. Ces descendants pourraient ensuite établir la colonie, ou s'arrêter simplement pour explorer, puis construire d'autres vaisseaux pour continuer l'expédition. Les vaisseaux générationnels ont longtemps été un sujet populaire en science-fiction ; cependant, ces histoires mettent souvent en relief les problèmes dus à la détérioration de la culture des colons nés sur le vaisseau, qui peuvent aller jusqu'à oublier qu'ils sont à bord d'un vaisseau.
Un exemple classique de science-fiction exploitant ces thèmes est Universe, une longue nouvelle de Robert Heinlein écrite en 1951, et développée plus tard pour être incluse dans le roman Orphans in the Sky (Les Orphelins du ciel). D'autres auteurs ont raffiné ce thème, comme E. C. Tubb avec son roman de 1956, The Space Born (Le Navire étoile).
Le concept de vaisseau générationnel est donc quelque peu différent d'un autre concept classique du voyage interstellaire de très longue durée qu'est l'« animation suspendue », ou la « cryogénisation », même si les deux concepts ont pu être réunis en imaginant qu'à la fin du long voyage on incube en matrices artificielles des embryons congelés au début du voyage.
Le roman Captive Universe (en) écrit par Harry Harrison en 1969 explore la nécessité d'encadrer de façon particulièrement radicale les aspects et retombées sociologiques entraînés par un voyage à travers l'espace susceptible de durer plusieurs milliers d'années.

## Faisabilité
Les vaisseaux générationnels ne sont pas réalisables actuellement, à la fois parce qu'ils devraient avoir une taille énorme, parce qu'un tel milieu fermé et autosuffisant serait difficile à créer, parce que la vie sociale à bord y serait difficile et instable, et, très concrètement, parce que les rayonnements de l'espace profond poseraient de très graves problèmes de santé.

### Durée
Les durées impliquées par une propulsion infraluminique pour atteindre d'autres étoiles, et à plus forte raisons d'autres galaxies, sont énormes et ont des conséquences tant sur l'autonomie du vaisseau que sur sa maintenance, et plus encore peut-être sur la stabilité de la société humaine qui se trouve à son bord. En effet, un navire équipé d'une propulsion ionique mettrait sans doute au moins 10 000 ans à atteindre les étoiles les plus proches.
De ce fait, il faut par exemple tenir compte d'aspects tels que les risques de consanguinité à bord du vaisseau pendant des millénaires, qui interdit d'embarquer une population trop faible, et amène plutôt à concevoir un vaisseau pouvant emmener plusieurs centaines, voire plusieurs milliers de passagers, de façon à ne pas voir s'appauvrir la diversité de son capital génétique. Des estimations basées sur des codes Monte Carlo et publiées par l'équipe de Frédéric Marin, de l'Observatoire astronomique de Strasbourg, estiment que la population minimum à embarquer sur un vaisseau générationnel s'échelonne entre 98 et 500 individus afin d'empêcher toute consanguinité,,.

### Biosphère
Dans le cas d'un vaisseau générationnel, il faudrait pouvoir fournir à chaque passager énergie, nourriture, air, et eau. Il faudrait pour cela s'appuyer sur des systèmes de support de vie d'une extrême fiabilité, qui puissent être entretenus avec les seuls moyens du bord pendant des durées extrêmement longues.
Pour cela, des expériences et des tests préalables de très longues durées seraient sans doute indispensables.
Des écosystèmes artificiels fermés, comme Biosphère II et surtout MELiSSA de l'ESA, ont été construits afin d'étudier les difficultés techniques de ce genre de système, avec des résultats mitigés.

### Biologie et société
Au-delà des difficultés techniques, un des écueils les plus importants auquel se heurte ce genre de projet réside dans le facteur humain. En effet, comment motiver une population suffisamment nombreuse et diversifiée à s'embarquer dans un voyage dont, en raison de sa longueur, elle ne connaîtra jamais la fin, à engendrer une deuxième génération d'individus et à lui transmettre intacts les buts et les motivations de l'entreprise, sachant que seule la troisième ou la quatrième génération aura une chance, hypothétique, de parvenir à destination.
Le problème serait inévitablement accru par le risque de déperdition du savoir dans une petite société repliée sur elle-même, sans aucun apport de connaissance extérieure. De ce fait, les connaissances techniques indispensables au bon fonctionnement du vaisseau pourraient se perdre au fil des siècles.

### Rayons cosmiques
Les radiations qui baignent l'espace sont très différentes de celles que l'on rencontre à la surface de la Terre, ou en orbite basse, du fait de l'énergie beaucoup plus élevée des rayons cosmiques, des émissions de protons à haute énergie associées aux éjection de masse coronale, ainsi que des ceintures de radiations telles la ceinture de Van Allen autour de la Terre.
Comme d'autres radiations ionisantes, les rayons cosmiques à haute énergie peuvent endommager l'ADN, accroissant les risques de cancer, de cataracte, de troubles neurologiques, et la mortalité en général. Il n'existe pas aujourd'hui de solution pratique à ce problème.
Néanmoins, il serait envisageable de mimer les dispositifs terrestres quant à sa protection des rayons cosmiques, comme par exemple un champ magnétique artificiel.

## Projet Hyperion

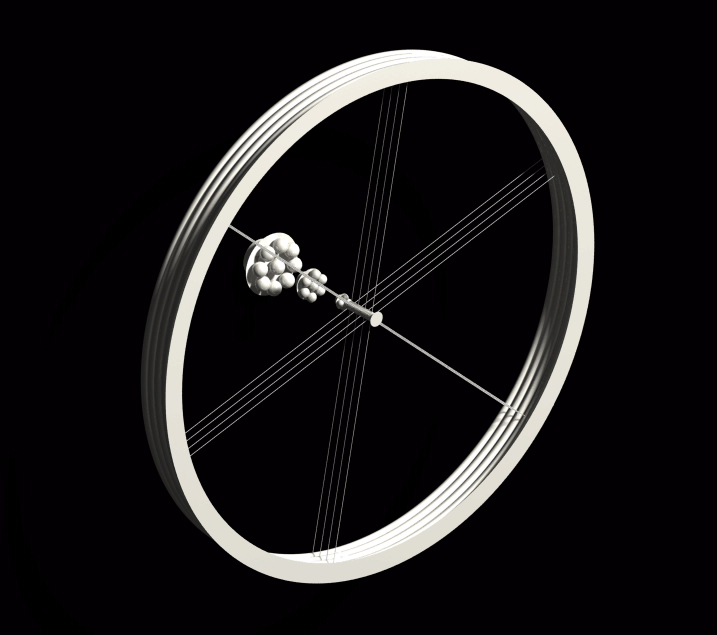
Vaisseau générationnel basé sur le Stanford Torus, proposé par le projet Hypérion

Le Projet Hyperion, initié en décembre 2011 par Andreas M. Hein, est un projet de recherche portant sur le développement de concepts intégrés pour un vaisseau générationnel. L'objectif de cette étude est d'évaluer la faisabilité des vols interstellaires habités en utilisant les technologies actuelles et futures. De plus, l'étude vise à soutenir les plans de recherche et de développement technologique à venir, ainsi qu'à sensibiliser le public aux voyages interstellaires habités,,.
Les résultats notables du projet incluent une évaluation des architectures de systèmes pour les vaisseaux spatiaux ainsi que la détermination d'une taille de population adéquate,,,.
Le projet a également été présenté dans la série télévisée Rendezvous with the Future (BBC/Bilibili), dans des ouvrages de vulgarisation scientifique et dans l'art.
Un concours de conception interdisciplinaire a été lancé en 2024,,,.

## Quelques ouvrages illustrant le concept
- (en) John D. Daugherty, Exploration : Themes Of Science Fiction, A Brief Guide, Trafford Publishing, 2004 (ISBN 978-1-4120-1330-7, lire en ligne)
- (en) Stephen Webb, If the universe is teeming with aliens — where is everybody? : fifty solutions to the Fermi paradox and the problem of extraterrestrial life, Springer, 2002, 288 p. (ISBN 978-0-387-95501-8, lire en ligne)
- Robert Heinlein, Les Enfants de Mathusalem suivi de Les Orphelins du ciel, Editions Gallimard, 2005 (ISBN 978-2-07-031755-4, lire en ligne)
- Harry Harrison, L'Univers captif [« Captive universe »], Librairie des Champs-Élysées, 1978 (ISBN 978-2-7024-0811-7, lire en ligne)
- Brian Aldiss (trad. de l'anglais), Croisière sans escale [« Non-Stop »], Paris, Denoël et Gallimard, 2007 (gallimard - coll. folio sf), 406 p. (ISBN 978-2-07-034472-7)
- Bernard Werber, Le Papillon des étoiles : roman, Paris, Albin Michel, 2006 (albin michel), 343 p. (ISBN 978-2-253-12372-9)
- Richard Paul Russo (trad. de l'anglais), La Nef des fous, Paris, Pocket, 2009 (pocket), 473 p. (ISBN 978-2-266-16213-5)